# May French Sheldon
Mary French Sheldon, coneguda com a May French Sheldon (Bridgewater, Pennsilvània, Estats Units, 10 de maig de 1847 – Londres, 10 de febrer de 1936) va ser una escriptora, editora i exploradora estatunidenca.